# Montmarlon
Montmarlon ist eine Gemeinde im französischen Département Jura in der Region Bourgogne-Franche-Comté.

## Geographie
Montmarlon liegt auf 641 m, etwa 15 Kilometer nördlich der Stadt Champagnole (Luftlinie). Das Bauerndorf erstreckt sich im Jura, auf einem ausgedehnten Plateau am Westrand der Forêt de la Joux, in der Mulde des Ruisseau des Joncs.
Die Fläche des 3,28 km² großen Gemeindegebiets umfasst einen Abschnitt des französischen Juras. Der zentrale Teil des Gebietes wird von der ehemals vermoorten Mulde eingenommen, die durch den Ruisseau des Joncs nach Norden zum Lizon Supérieur entwässert wird. Mit einem schmalen Streifen erstreckt sich das Gemeindeareal nach Osten über eine rund 50 m hohe Geländestufe in das große Waldgebiet der Forêt de la Joux, in dem mit 741 m die höchste Erhebung von Montmarlon erreicht wird.
Nachbargemeinden von Montmarlon sind Lemuy im Norden, Supt im Süden sowie Andelot-en-Montagne im Westen.

## Geschichte
Im Mittelalter bildete Montmarlon eine eigene Herrschaft, die von Montmahou abhängig war. Im Jahr 1639 wurden die Burg und die Ortschaft von den vorbeiziehenden Truppen des Herzogs Bernhard von Sachsen-Weimar geplündert und gebrandschatzt. Zusammen mit der Franche-Comté gelangte Montmarlon mit dem Frieden von Nimwegen 1678 an Frankreich.

## Bevölkerung
| Jahr                       | 1962 | 1968 | 1975 | 1982 | 1990 | 1999 | 2006 | 2017 |
| -------------------------- | ---- | ---- | ---- | ---- | ---- | ---- | ---- | ---- |
| Einwohner                  | 32   | 30   | 26   | 29   | 31   | 29   | 27   | 31   |
| Quellen: Cassini und INSEE |      |      |      |      |      |      |      |      |

Mit 33 Einwohnern (Stand 1. Januar 2022) gehört Montmarlon zu den kleinsten Gemeinden des Départements Jura. Während des ganzen 20. Jahrhunderts pendelte die Einwohnerzahl stets im Bereich von rund 30 bis 35 Personen.

## Wirtschaft und Infrastruktur
Montmarlon war bis weit ins 20. Jahrhundert hinein ein vorwiegend durch die Landwirtschaft und die Forstwirtschaft geprägtes Dorf. Noch heute leben die Bewohner zur Hauptsache von der Tätigkeit im ersten Sektor. Außerhalb des primären Sektors gibt es keine Arbeitsplätze im Dorf. Einige Erwerbstätige sind auch Wegpendler, die in den umliegenden größeren Ortschaften ihrer Arbeit nachgehen.
Die Ortschaft liegt abseits der größeren Durchgangsstraßen an einer Departementsstraße, die von Andelot-en-Montagne nach Lemuy führt.